# Liste der Deutschen Meister im Sechser-Kunstradfahren
Dies ist eine Übersicht über alle deutschen Meister im  Sechser-Kunstradfahren:

## Männer
| Jahr    | Austragungsort            | Gold Männer | Silber Männer | Bronze Männer |
| ------- | ------------------------- | --- | --- | --- |
| 1949    | Hannover                  | | RS Nds. Schwanewede | |
| 1950    | Mönchengladbach           | | RS Nds. Schwanewede | |
| 1953    | Hannover                  | | SV Bult Hannover (Hoppe, Bittner, Rose, Rauschenberger, Gießling, Segor)                                                                                                   | RS Nds. Schwanewede |
| 1954    | Passau                    | RS Nds. Schwanewede                                                                                               | | RV Germania F-Sindlingen |
| 1958    | Saarbrücken               | RV Wörrstadt | | RS Nds. Schwanewede |
| 1959    | Hannover                  | | | RS Nds. Schwanewede |
| 1960    | Bonn                      | R.V. „Vorwärts“ Neuenkirchen                                                                                      | RS Nds. Schwanewede | |
| 1961    | Karlsruhe                 | RS Nds. Schwanewede                                                                                               | | |
| 1963    | Passau                    | | | RS Nds. Schwanewede |
| 1964    | Wiesbaden                 | | RS Nds. Schwanewede | |
| 1965    | Hannover                  | | | RS Nds. Schwanewede |
| 1968    | Andernach                 | | | RS Nds. Schwanewede |
| 1969    | Göppingen RKB Solidarität | | | Spvg. Rot-Weiß Moisling v. 1911 eV. - Claus Bernich - Gerhard Clasen - Jürgen Stamer - Paul Steenbeck - Helmut Tietz - Gerd Wehsolek           |
| 1972    | Offenbach am Main         | | | RS Nds. Schwanewede |
| 1992    | Willich                   | | | RS Nds. Schwanewede |
| 1994    | Gärtringen                | RV Adler Mönchengladbach-Neuwerk                                                                                  | RSV Soli Frohnlach | RS Nds. Schwanewede |
| 1995    | Hamburg                   | RV Adler Mönchengladbach Neuwerk                                                                                  | RSV Soli Frohnlach | |
| 1996    | Karlsruhe                 | RV Adler Mönchengladbach Neuwerk                                                                                  | RSV Soli Frohnlach | |
| 1997    | Moers                     | RSV Soli Frohnlach                                                                                                | | |
| 1998    | Koblenz                   | RSV Soli Frohnlach                                                                                                | | |
| 1999    | Singen                    | RSV Soli Frohnlach                                                                                                | | |
| 2000    | Oberursel                 | RSV Soli Frohnlach                                                                                                | RSV Erlenbach | |
| 2001    | Moers                     | RSV Soli Frohnlach                                                                                                | | |
| 2002    | Denzlingen                | RV Bischofsheim                                                                                                   | RV Viktoria Hoven | RV Adler Mönchengladbach-Neuwerk |
| 2003    | Bürstadt                  | RV Mainz-Ebersheim - Oliver Schwarz - Oliver Hofmann - Wolfgang Marx - Steffen Nauth - Markus Voigt - Stefan Worf | RV Bischofsheim | RV Viktoria Hoven |
| 2004    | Glauchau                  | RSV Erlenbach | RV Mainz-Ebersheim | RV Viktoria Hoven |
| 2005    | Bad Salzuflen             | RSV Erlenbach | RV Erkelenz-Hoven | RV Bischofsheim |
| 2006    | Mönchengladbach           | RV Viktoria Erkelenz-Hoven.                                                                                       | RV Adler Mönchengladbach-Neuwerk. - Stephan Küpper - Marcel Hilkens - Markus Holl - Christian Happle - Florian Steinfals - Christian Steinfals - Trainer : Roland Reichelt | |
| ab 2007 | Elsenfeld                 | nur noch offene Klasse                                                                                            | für Männer und Frauen | oder mixed Mannschaften |
| 2007    | Elsenfeld                 | RSV Concordia Erlenbach                                                                                           | RMSV Edelweiß Aach I - Katja Gaißer - Alexander Gaißer - Manuela Dieterle - Ines Rudolf - Simone Rudolf - Bianca Müller Trainer Paul Gaißer                                | RMSV Edelweiß Aach II - Jasmin Auer - Kerstin Weber - Regina Neubrand - Miriam Haverkamp - Bianca Paul - Katharina Ziegler Trainer Paul Gaißer |
| 2008    | Ludwigshafen/Rhein        | RSV Concordia Erlenbach                                                                                           | RV Erkelenz-Hoven | RMSV Edelweiß Aach I - Katja Gaißer - Alexander Gaißer - Manuela Dieterle - Ines Rudolf - Simone Rudolf - Bianca Müller Trainer Paul Gaißer    |
| 2009    | Herzogenrath              | | | |

## Frauen
| Jahr    | Austragungsort    | Gold Frauen | Silber Frauen | Bronze Frauen |
| ------- | ----------------- | --- | --- | --- |
| 1949    | Hannover          | R.V. „Vorwärts“ Neuenkirchen | RS Nds. Schwanewede | |
| 1950    | Mönchengladbach   | R.V. „Vorwärts“ Neuenkirchen | | |
| 1951    | Schwäbisch Gmünd  | R.V. „Vorwärts“ Neuenkirchen | | RS Nds. Schwanewede |
| 1952    | Hamburg           | R.V. „Vorwärts“ Neuenkirchen | RS Nds. Schwanewede | |
| 1953    | Hannover          | | | RS Nds. Schwanewede |
| 1966    | Wuppertal         | | | RS Nds. Schwanewede |
| 1969    | Saarbrücken       | | | RS Nds. Schwanewede |
| 1970    | Wickrath          | | | RS Nds. Schwanewede |
| 1971    | Augsburg          | | | RS Nds. Schwanewede |
| 1972    | Offenbach         | | RS Nds. Schwanewede | |
| 1973    | Kassel            | | | RS Nds. Schwanewede |
| 1979    | Marburg           | | RMSV Edelweiss Aach - Karin Schwarz - Ulla Gohm - Elfriede Jäger - Ingird Zumkeller - Rita Gaißer - Maria Schroff Trainer Paul Gaißer          | |
| 1983    | Moers             | RS Nds. Schwanewede | | |
| 1984    | Herzogenrath      | | RS Nds. Schwanewede | RV Herrenzimmern |
| 1985    | Baunatal          | | RS Nds. Schwanewede | |
| 1986    | Karlsruhe         | RS Nds. Schwanewede | | |
| 1987    | Crailsheim        | RS Nds. Schwanewede | | |
| 1988    | Bad Salzuflen     | RV Vorwaerts Neuenkirchen | RS Nds. Schwanewede | |
| 1989    | Denzlingen        | RS Nds. Schwanewede | | |
| 1990    | Schauenburg       | RS Nds. Schwanewede | | |
| 1991    | Trier             | RV 1926 Einhausen e.V. - Anja Fillauer - Diana Wahlig - Silvia Wahlig - Ute Neundörfer - Marion Grimm - Petra Keinz Trainerin Renate Fillauer          | | |
| 1992    | Willich           | RMSV Edelweiss Aach - Anita Schamberger - Manuela Dieterle - Simone Rudolf - Iris Schamberger - Alexandra Dressler - Diana Beising Trainer Paul Gaißer | | |
| 1994    | Gärtringen        | | | RS Nds. Schwanewede |
| 1995    | Hamburg           | | RMSV Edelweiss Aach - Magdalena Hipp - Simone Rudolf - Katja Gaißer - Vera Leuschner - Christine Leuschner - Gabi Müller Trainer Paul Gaißer   | |
| 1996    | Karlsruhe         | | RMSV Edelweiss Aach - Magdalena Hipp - Simone Rudolf - Katja Gaißer - Vera Leuschner - Christine Leuschner - Gabi Müller Trainer Paul Gaißer   | |
| 1997    | Moers             | | | RMSV Edelweiss Aach - Anita Bötzer - Simone Kögl - Iris Schamberger - Manuela Dieterle - Diana Beising - Bianca Müller Trainer Paul Gaißer      |
| 1998    | Koblenz           | | | RMSV Edelweiss Aach - Katja Gaißer - Simone Rudolf - Magdalena Hipp - Christine Leuschner - Vera Leuschner - Gabi Müller Trainer Paul Gaißer    |
| 1999    | Singen/Hohentwiel | | | RMSV Edelweiss Aach - Katja Gaißer - Simone Rudolf - Manuela Dieterle - Christine Leuschner - Bianca Müller - Gabi Müller Trainer Paul Gaißer   |
| 2000    | Oberursel         | | | RMSV Edelweiss Aach - Katja Gaißer - Simone Rudolf - Manuela Dieterle - Christine Leuschner - Bianca Müller - Gabi Müller Trainer Paul Gaißer   |
| 2001    | Moers             | | | RMSV Edelweiss Aach - Katja Gaißer - Simone Rudolf - Manuela Dieterle - Christine Zimmermann - Bianca Müller - Ines Rudolf Trainer Paul Gaißer  |
| 2002    | Denzlingen        | | RMSV Edelweiss Aach - Katja Gaißer - Simone Rudolf - Manuela Dieterle - Christine Zimmermann - Bianca Müller - Ines Rudolf Trainer Paul Gaißer | RS Nds. Schwanewede |
| 2003    | Bürstadt          | RMSV Edelweiss Aach - Katja Gaißer - Simone Rudolf - Manuela Dieterle - Gabi Müller - Bianca Müller - Ines Rudolf Trainer Paul Gaißer                  | | RV Mainz-Ebersheim - Nadine Eckert - Kathrin Franz - Julia Schwarz - Susanne Schwedass - Anne Steiner - Nora Trietsch Trainer Helmut Schwarz    |
| 2004    | Glauchau          | | RS Nds. Schwanewede | RMSV Edelweiss Aach - Katja Gaißer - Simone Rudolf - Manuela Dieterle - Gabi Paul - Bianca Müller - Ines Rudolf Trainer Paul Gaißer             |
| 2005    | Bad Salzuflen     | RMSV Edelweiss Aach 1 - Katja Gaißer - Simone Rudolf - Manuela Dieterle - Gabi Paul - Bianca Müller - Ines Rudolf Trainer Paul Gaißer                  | RMSV Edelweiss Aach 2 - Jasmin Auer - Regina Neubrand - Sarah Gielen - Carina Muffler - Miriam Schädler - Kerstin Weber Trainer Paul Gaißer    | RSV Schwanewede |
| 2006    | Mönchengladbach   | | | RMSV Edelweiss Aach - Jasmin Auer - Regina Neubrand - Carina Muffler - Miriam Haverkamp - Kerstin Weber - Katharina Ziegler Trainer Paul Gaißer |
| ab 2007 | Elsenfeld         | nur noch offene Klasse | für Männer und Frauen | oder mixed Mannschaften |

Nachtrag 1953 6er Kunstrad Männer 2. Platz SV Bult Hannover gez. Hesd-Radsport-Archiv Dieter Dölling am 29. September 2024